# Colegio de San Luis (Malta)
El Colegio de San Luis (a menudo abreviado como SAC) es un centro educativo católico dirigido por los jesuitas en Birkirkara, en el país europeo de Malta. Fue fundada en 1907 para complementar los seminarios y centros de enseñanza superior ya existentes en la isla. Hoy en día es la escuela primaria y secundaria de varones con una parte de forma mixta. El complejo educativo también alberga una iglesia parroquial que es utilizada por la escuela y que también fue abierta al público para la misa diaria. El actual rector es el padre SJ Jimmy Bartolo.